# ケレタロ
ケレタロ（Querétaro）は、メキシコのケレタロ州の基礎自治体（ムニシピオ）である。その中心地であるサンティアゴ・デ・ケレタロ（Santiago de Querétaro）は、ケレタロ州の州都であり、同州最大の都市である。市の人口は約79万人（2020年）。
町は1531年に建設された。17世紀から18世紀には町が発展し、美しい街並みとなった。その当時の歴史の残る地域が、世界遺産として登録されている。「ケレタロ歴史的建造物地区」(1996年、文化遺産)

## 歴史

### 設立
スペイン人の都市サンティアゴ・デ・ケレタロの設立は、スペインのエルナン・ペレス・ボカネグラ・イ・コルドバが、同盟していたオトミ族のリーダーのコニン（Conín、後に洗礼名フェルナンド・デ・タピアを名乗る）とともに到着した1531年7月25日とされている。コニンは当時アステカ支配下のオトミ族の行政長であった。この日、スペイン人および同盟関係にあったナワ族は、現在はサングレマル、当時はインロトペケと呼ばれ、スペイン支配以前の時代には神聖と考えられていた丘において、地方の反乱軍 オトミ族およびチチメカ族と戦っていた。イシドロ・フェリス・デ・エスピノサ修道士によって書かれたものなど、この出来事を記した年代記には、チチメカがまさに勝利しそうであったときに皆既日食が起こったと述べられている。日食はチチメカを恐れさせ、スペイン人はバラ色の十字架をつけた白い馬に乗る聖ヤコブ（スペインの守護聖人）のイメージを見たと主張した。この出来事がチチメカを降伏させた。この出来事によって町はサンティアゴ（＝聖ヤコブ）・デ・ケレタロと呼ばれ、聖ヤコブが守護聖人になっている。スペイン人が見たと称する十字架を模した石の十字架が丘の上に建てられ、後に教会と修道院が併設された。
しかしスペインの支配権の拡大は少しずつ拡大したのであり、ただ1つの戦いで勝利が得られたわけではなかった。1520年代、現在の南ケレタロ地域とメヒコ州北部のオトミおよび多くのチチメカ族は、まだ旧領主の一定の支配権を維持していたシロテペケの君主の支配下で、エルナン・コルテスと同盟した。最初のスペイン人は1526年から1529年の間にエルナン・ペレス・デ・ボカネグラにより率られて到着した。ボカネグラは当初非暴力的な手段によってこの地域を服従させ、スペイン人の都市を創設しようと試みた。しかし、ケレタロ市を建設しようとする当初の試みは地元の人々により反発を受けたため、ボカネグラは南下してウィミルパンとアカンバロという都市を設立せねばならなかった。ボカネグラはシロテペケの領主であるコニンと交渉を継続した。領主の協力が得られ、最終的に信用を得てスペインとチチメカ・オトミ間の紛争を終結し、この地のスペイン人の総督となった。しかし、ケレタロの初期の植民地時代の歴史の大半は、残っているチチメカ勢力とエンコミエンダ制を設立させた最初の場所の一つのスペイン当局との間の小競り合いによって特徴づけられる。コニンは、この新都市の先住民とスペイン人を分離し、先住民をサングレマル丘の上とその周辺に、スペイン人住民を現在の歴史的中心部の周辺に置いた。この都市のスペイン人地域はドン・ホアン・サンチェス・デ・アラニスにより設計され、先住民エリアは伝統的なオトミ方式により配置された。1535年に最初の議会が開催され、1537年にプエブロ・デ・インディオス（インディオの村）と命名され、エンコミエンダ制は終わった。
この間、フランシスコ会が布教活動につき、のちにイエズス会、アウグスティノ会その他が加わって、コンベント・グランデ、サンタ・クルス修道院などの修道院を建設した。
ケレタロははじめインディオのプエブロ(Pueblo)とされ、スペイン人入植後の1606年にはビジャ(Villa)とされた。1665年にサンティアゴが都市(Ciudad)として認められ、現在も使われている市章が与えられた。

### 独立後
1822年にメキシコが独立し、短いメキシコ第一帝政の後に共和制がはじまると、当初ケレタロをその首都とする案もあったが、実現しなかった。米墨戦争中の1848年に臨時にメキシコ政府がケレタロに移転した。
1867年にメキシコ皇帝マクシミリアンがケレタロの鐘の丘 (Cerro de las Campanas) で銃殺された。
メキシコ革命中の1916年から1917年にベヌスティアーノ・カランサ大統領はケレタロで憲法制定会議を開き、現在に続くメキシコ憲法が制定された。
1940年代からケレタロの工業化が進行した。
ケレタロのエスタディオ・コレヒドラは1986 FIFAワールドカップの開催地のひとつだった。
21世紀に入るとメキシコ国内は、麻薬カルテル絡みの暴力が蔓延したが、その中でもケレタロは比較的安全な都市とされてきた。しかし2024年11月9日、武装集団が市内中心部のバーに押し入り銃を乱射。10人が死亡、13人が負傷する事件が発生した。

## 気候
| ケレタロの気候                             | ケレタロの気候 | ケレタロの気候 | ケレタロの気候 | ケレタロの気候 | ケレタロの気候 | ケレタロの気候 | ケレタロの気候 | ケレタロの気候 | ケレタロの気候 | ケレタロの気候 | ケレタロの気候 | ケレタロの気候 | ケレタロの気候 |
| 月                                         | 1月            | 2月            | 3月            | 4月            | 5月            | 6月            | 7月            | 8月            | 9月            | 10月           | 11月           | 12月           | 年             |
| ------------------------------------------ | -------------- | -------------- | -------------- | -------------- | -------------- | -------------- | -------------- | -------------- | -------------- | -------------- | -------------- | -------------- | -------------- |
| 最高気温記録 °C （°F）                     | 35.2 (95.4)    | 30.0 (86)      | 33.4 (92.1)    | 37.0 (98.6)    | 36.8 (98.2)    | 35.5 (95.9)    | 32.5 (90.5)    | 31.3 (88.3)    | 30.5 (86.9)    | 32.0 (89.6)    | 29.6 (85.3)    | 28.6 (83.5)    | 37.0 (98.6)    |
| 平均最高気温 °C （°F）                     | 22.8 (73)      | 24.5 (76.1)    | 27.4 (81.3)    | 29.3 (84.7)    | 30.6 (87.1)    | 29.2 (84.6)    | 26.7 (80.1)    | 26.6 (79.9)    | 25.6 (78.1)    | 25.7 (78.3)    | 25.1 (77.2)    | 23.5 (74.3)    | 26.42 (79.56)  |
| 日平均気温 °C （°F）                       | 15.1 (59.2)    | 16.2 (61.2)    | 18.6 (65.5)    | 20.7 (69.3)    | 22.5 (72.5)    | 21.9 (71.4)    | 20.3 (68.5)    | 20.2 (68.4)    | 19.5 (67.1)    | 18.5 (65.3)    | 17.1 (62.8)    | 15.6 (60.1)    | 18.85 (65.94)  |
| 平均最低気温 °C （°F）                     | 7.3 (45.1)     | 7.8 (46)       | 9.8 (49.6)     | 12.0 (53.6)    | 14.3 (57.7)    | 14.6 (58.3)    | 13.9 (57)      | 13.7 (56.7)    | 13.3 (55.9)    | 11.2 (52.2)    | 9.0 (48.2)     | 7.6 (45.7)     | 11.21 (52.17)  |
| 最低気温記録 °C （°F）                     | 1.0 (33.8)     | −0.4 (31.3)    | 1.7 (35.1)     | 6.7 (44.1)     | 8.1 (46.6)     | 10.2 (50.4)    | 9.1 (48.4)     | 8.6 (47.5)     | 5.9 (42.6)     | 1.8 (35.2)     | 0.0 (32)       | 0.4 (32.7)     | −0.4 (31.3)    |
| 降水量 mm （inch）                         | 15.1 (0.594)   | 7.6 (0.299)    | 3.9 (0.154)    | 13.1 (0.516)   | 44.8 (1.764)   | 98.5 (3.878)   | 128.7 (5.067)  | 80.0 (3.15)    | 70.9 (2.791)   | 38.1 (1.5)     | 9.4 (0.37)     | 11.2 (0.441)   | 521.3 (20.524) |
| 平均降雨日数 （≥0.1 mm）                   | 2.9            | 1.6            | 0.8            | 2.3            | 6.6            | 9.8            | 11.3           | 8.9            | 7.3            | 5.0            | 2.4            | 2.1            | 61             |
| 出典1：World Meteorological Organization.  |                |                |                |                |                |                |                |                |                |                |                |                |                |
| 出典2：Weatherbase (record highs and lows) |                |                |                |                |                |                |                |                |                |                |                |                |                |

## 姉妹都市
- オレンジ、アメリカ合衆国
- ホランド、アメリカ合衆国
- ベーカーズフィールド、アメリカ合衆国
- 麗水市、大韓民国
- サンティアゴ (チリ)、チリ
- サンティアゴ・デ・カリ、コロンビア
- カラカス、ベネズエラ
- サンティアーゴ・デ・クーバ、キューバ
- ハラパ、メキシコ
- サンティアゴ (パラグアイ)、パラグアイ
- サンティアゴ・デ・コンポステーラ、スペイン

## 世界遺産

### 登録基準
この世界遺産は世界遺産登録基準のうち、以下の条件を満たし、登録された（以下の基準は世界遺産センター公表の登録基準からの翻訳、引用である）。
- (2) ある期間を通じてまたはある文化圏において、建築、技術、記念碑的芸術、都市計画、景観デザインの発展に関し、人類の価値の重要な交流を示すもの。
- (4) 人類の歴史上重要な時代を例証する建築様式、建築物群、技術の集積または景観の優れた例。